# Rumia
Rumia là một thị trấn thuộc huyện Wejherowski, tỉnh Pomorskie ở bắc Ba Lan. Thị trấn có diện tích 30 km². Đến ngày 1 tháng 1 năm 2011, dân số của thị trấn là 46107 người và mật độ 1532 người/km². Từ năm 1975 - 1998, thành phố nằm trong tỉnh Gdańsk, kể từ năm 1999 đến nay, nó thuộc quản lý của tỉnh Pomeranian. Thành phố là một phần của vùng Kashubian Tracy (Rumia, Reda, Wejherowo) và một phần ngoại ô của khu đô thị Tracy. Đồng thời, thành phố cũng được kết nối đến Tromatic - một khu đô thị với hơn 1 triệu dân trên bờ biển vịnh Gdańsk bằng đường sắt và đường cao tốc. Tổng diện tích của thành phố là 32,86 km². Tính đến năm 2010, dân số của thành phố là 46.107 người với mật độ 1.400 người/km².

## Lịch sử
Thành phố Rumia xuất phát từ một ngôi làng có tên là Rumia, được thành lập vào năm 1224. Năm 1466, Rumia nằm trong địa phận tỉnh Pomeranian của Ba Lan. Đến năm 1772, Rumia bị nước Phổ thôn tính. Năm 1871, nó lại tiếp tục trở thành một phần của Đế quốc Đức. Vào năm 1905, ngôi làng Rumia có 760 cư dân, trong đó có 579 người Đức và 180 người Kashmir hoặc Ba Lan. [1]
Vào cuối Thế chiến I, Rumia được khôi phục lại Ba Lan. Năm 1920, ngôi làng Gdynia gần đó rất phát triển và nhanh chóng trở thành một thành phố với cảng biển lớn nhất trong khu vực, nhờ đó mà Rumia và các vùng phụ cận cũng thu hút được rất nhiều người lao động đến định cư. Các ngôi làng Zagórze, Kazimierz và Łężyce ngày nay từng là một phần của Rumia, ban đầu đó chỉ là những ngôi làng riêng biệt cho đến năm 1934, chúng được sáp nhập vào Rumia để thành lập Công xã nông thôn Rumia. Cùng năm đó, Rumia trở thành vùng ngoại ô của thành phố Gdynia, nằm cách trung tâm thành phố khoảng 10 km và được kết nối với thành phố thông qua một tuyến đường sắt. Vào ngày 1 tháng 5 năm 1936, một sân bay quân sự nhỏ của Lực lượng phòng vệ bờ biển Escadrille (đóng tại Puck) đã mở cửa cho các máy bay dân sự được phép cất và hạ cánh. Sân bay phục vụ tuyến quốc tế từ Gdynia đến Copenhagen và tuyến nội địa từ Gdynia đến Warszawa. Ngày 1 tháng 1 năm 1939, số lượng hành khách đã tăng lên hơn 3.000 lượt/năm. Sân bay cũng là căn cứ chính của câu lạc bộ tàu lượn có trụ sở tại Gdynia.
Năm 1939, Rumia là nơi chịu thiệt hại nặng nề nhất trong cuộc chiến giữa Ba Lan và Đức, vì Rumia là tuyến phòng thủ chính của Ba Lan tại Kępa Oksywska. Trong Thế chiến II, thị trấn đã bị Đức Quốc xã chiếm đóng và được sáp nhập vào tỉnh Reichsgau Danzig-West Prussia của Đức, sau đó được đổi tên thành Rahmel. Trong khoảng thời gian này, hầu hết các nạn nhân là người Ba Lan và Do Thái đều bị xử tử tại Piaśnica hoặc bị gửi đến trại tập trung Stutthof. Đây cũng là nơi giam giữ hàng ngàn tù binh, chủ yếu đến từ Anh, Pháp và Ý.
Năm 1945, sau khi được Hồng quân Liên Xô giải phóng, Rumia một lần nữa trở về địa phận của tỉnh Pomeranian. Vào năm 1954, sau khi sáp nhập một vài ngôi làng xung quanh (Zagórze, Biała Rzeka, Szmelta và Janowo), Rumia chính thức trở thành một thành phố. Năm 2001, ngôi làng Kazimierz gần đó cũng được sáp nhập vào thành phố Rumia.

## Giao thông
Rumia được kết nối với hạt Wejherowo và thành phố Gdynia thông qua một tuyến đường cao tốc và từ đó dẫn đến thành phố Gdańsk nằm trên bờ biển Baltic.
Ngoài ra, thành phố cũng có một tuyến tàu hoả kết nối với hạt Wejherowo, thành phố Gdynia và xa hơn nữa, với hai điểm dừng là Rumia và Rumia Janowo. Bên cạnh đó, mạng lưới xe buýt thành phố cũng phục vụ các tuyến đường đến hạt Wejherowo và thành phố Gdynia.

## Những nhân vật nổi tiếng xuất thân từ thành phố
- Jerzy Treder (1942 - 2015) - một nhà triết học và ngôn ngữ học người Ba Lan
- Magdalena Damaske (sinh năm 1996) - một vận động viên bóng chuyền Ba Lan